# قائمة سفراء أستراليا لدى الكويت
سفير أستراليا لدى الكويت هو الممثل الدبلوماسي الأول للحكومة الأسترالية في الكويت. هو موظف في وزارة الخارجية والتجارة الأسترالية ورئيس سفارة الكومنولث الأسترالي لدى دولة الكويت، ويتمتع برتبة ومكانة سفير فوق العادة ومفوض. السفير الحالي هو جوناثان جيلبرت، وهو يشغل المنصب منذ 21 نوفمبر 2017 .
السفارة الأسترالية في مدينة الكويت مفتوحة منذ 23 ديسمبر 2004، وللدولتان علاقات دبلوماسية منذ عام 1974 بعد أن حصل السفير الأول لدى المملكة العربية السعودية في جدة على اعتماد غير مقيم للكويت.

## قائمة السفراء
| الترتيب | السفير           | الإقامة              | تاريخ البدء    | تاريخ الانتهاء | مدة العمل         | الملاحظات         |
| ------- | ---------------- | -------------------- | -------------- | -------------- | ----------------- | ----------------- |
| 1       | إيان هيج         | جدة، السعودية        | 1974           | 1976           | 1–2 سنة           | [ 1 ] [ 2 ] [ 3 ] |
| 2       | دونالد كينجسميل  | جدة، السعودية        | 1976           | 1979           | 2–3 سنة           | [ 4 ]             |
| 3       | دوغلاس ستوركي    | جدة، السعودية        | 1979           | 1983           | 3–4 سنة           |                   |
| 4       | آلان براون       | جدة، السعودية        | 1983           | 1984           | 4–5 سنة           | [ 5 ]             |
| 4       | آلان براون       | الرياض، السعودية     | 1984           | 1988           | 4–5 سنة           | [ 5 ]             |
| 5       | أليكس ماكجولدريك | الرياض، السعودية     | 1988           | 1991           | 2–3 سنة           | [ 6 ]             |
| 6       | مالكولم ليدر     | الرياض، السعودية     | 1991           | 1993           | 1–2 سنة           | [ 7 ] [ 8 ]       |
| 7       | وارويك ويميس     | الرياض، السعودية     | 1993           | 1996           | 2–3 سنة           | [ 9 ]             |
| 8       | فيليب نايت       | الرياض، السعودية     | 1996           | 1998           | 1–2 سنة           | [ 10 ]            |
| 9       | جورج أيتكين      | الرياض، السعودية     | 1998           | 2000           | 1–2 سنة           | [ 11 ]            |
| 10      | بوب تايسون       | الرياض، السعودية     | 2000           | 23 ديسمبر 2004 | 3–4 سنة           | [ 12 ]            |
| 11      | رالف كينغ        | مدينة الكويت، الكويت | 23 ديسمبر 2004 | ديسمبر 2007    | 2 سنوات و11 شهور  |                   |
| 12      | جلين مايلز       | مدينة الكويت، الكويت | ديسمبر 2007    | 28 نوفمبر 2011 | 3 سنوات و11 شهور  | [ 13 ]            |
| (10)    | بوب تايسون       | مدينة الكويت، الكويت | 28 نوفمبر 2011 | 9 فبراير 2015  | 3 سنوات و73 أيام  | [ 14 ]            |
| 13      | وارن هوك         | مدينة الكويت، الكويت | 9 فبراير 2015  | 21 ديسمبر 2017 | 2 سنوات و315 أيام | [ 15 ] [ 16 ]     |
| 14      | جوناثان جيلبرت   | مدينة الكويت، الكويت | 21 ديسمبر 2017 | حتى الآن       | 7 سنوات و241 أيام | [ 17 ]            |